# قمة منظمة شانغهاي للتعاون (2017)
قمة منظمة شانغهاي للتعاون للعام 2017 هي القمة السنوية السابعة عشر لرؤساء دول منظمة شانغهاي للتعاون، والتي عقدت بين 7 و10 يونيو في أستانا، كازاخستان. كانت ترقية عضويتي الهند وباكستان إلى العضوية الكاملة أحد المواضيع الرئيسية، بجانب الموضوعات الأمنية ذات الصلة، ومبادرة الحزام والطريق، وكذلك التعاون الاقتصادي.